# Станићи (Омиш)
Станићи су насељено место у саставу града Омиша, Сплитско-далматинска жупанија, Република Хрватска.

## Историја
До територијалне реорганизације у Хрватској налазили су се у саставу старе општине Омиш.

## Становништво
На попису становништва 2011. године, Станићи су имали 534 становника.
| Број становника по пописима | Број становника по пописима | Број становника по пописима | Број становника по пописима | Број становника по пописима | Број становника по пописима | Број становника по пописима | Број становника по пописима | Број становника по пописима | Број становника по пописима | Број становника по пописима | Број становника по пописима | Број становника по пописима | Број становника по пописима | Број становника по пописима | Број становника по пописима |
| --------------------------- | --------------------------- | --------------------------- | --------------------------- | --------------------------- | --------------------------- | --------------------------- | --------------------------- | --------------------------- | --------------------------- | --------------------------- | --------------------------- | --------------------------- | --------------------------- | --------------------------- | --------------------------- |
| 1857                        | 1869                        | 1880                        | 1890                        | 1900                        | 1910                        | 1921                        | 1931                        | 1948                        | 1953                        | 1961                        | 1971                        | 1981                        | 1991                        | 2001                        | 2011                        |
| 0                           | 0                           | 41                          | 43                          | 66                          | 84                          | 0                           | 0                           | 117                         | 114                         | 100                         | 88                          | 154                         | 307                         | 502                         | 534                         |

Напомена: Од 1880. до 1910. исказивано под именом Птице, а у 1948. под именом Тице. У 1857, 1869, 1921. и 1931. подаци су садржани у насељу Омиш. У 1991. смањено за део подручја који је припојен насељу Подашпиље, за које и садржи део података у 1857. и од 1880. до 1910. те од 1948. до 1981.

### Попис1991.
На попису становништва 1991. године, насељено место Станићи је имало 307 становника, следећег националног састава:
| Попис 1991.‍  | Попис 1991.‍  | Попис 1991.‍ | Попис 1991.‍ | Попис 1991.‍ |
| ------------ | ------------ | ----------- | ----------- | ----------- |
|              |              |             |             |             |
| Хрвати       | Хрвати       |             | 288         | 93,81%      |
| Југословени  | Југословени  |             | 4           | 1,30%       |
| Македонци    | Македонци    |             | 2           | 0,65%       |
| Словаци      | Словаци      |             | 2           | 0,65%       |
| Албанци      | Албанци      |             | 1           | 0,32%       |
| Срби         | Срби         |             | 1           | 0,32%       |
| остали       | остали       |             | 1           | 0,32%       |
| неопредељени | неопредељени |             | 1           | 0,32%       |
| непознато    | непознато    |             | 7           | 2,28%       |
| укупно: 307  |              |             |             |             |